# Vuelta a España
La Vuelta a España (wym. ['la ‘bwelta a es’paɲa], Wyścig dookoła Hiszpanii) – kolarski wyścig zaliczany do wielkich tourów, po Tour de France i Giro d’Italia. Należy do cyklu World Tour Międzynarodowej Unii Kolarskiej (UCI).

## Historia
Po raz pierwszy wyścig ten zorganizowano w roku 1935, a nieprzerwanie jest on obecny w świecie kolarskim od 1955 roku. Impreza trwa trzy tygodnie i prowadzi po trasach Hiszpanii, jak i krajów ościennych. Przez wiele lat rozgrywano ten wyścig w okresie wiosennym, ale w latach 90. przeniesiono go na termin jesienny (początek września), aby Vuelta nie kolidowała z Giro d’Italia.
Pierwsza Vuelta gościła 50 kolarzy, którzy musieli pokonać 3411 km podzielonych na 14 etapów, średnio po 240 km na etap. Organizatorzy inspirowali się sukcesem Tour de France i Giro d’Italia oraz wzrostem obrotów wydawców gazet, którzy byli organizatorami tychże imprez (L’Auto oraz La Gazzetta dello Sport). Juan Pujol z dziennika Informaciones spowodował, że wyścig przyniósł wzrost obrotów jego gazety.

## Trasa
Trasa składa się zawsze z kilku płaskich etapów, faworyzujących umiejętności sprinterskie, kilku etapów średniej trudności, sprzyjających rozrywaniu grupy zasadniczej (peletonu) przez indywidualne lub grupowe ucieczki, oraz etapów górskich, na których rozstrzygają się zazwyczaj losy wyścigu. Ponadto mają jeszcze miejsce dwie czasówki. Ogólny profil trasy nie należy do najłatwiejszych i jest bardzo pofałdowany, co sprawia, że wyścig ten wygrywali przeważnie specjaliści od rowerowej wspinaczki. Meta Vuelty jest tradycyjnie umiejscowiona w centrum Madrytu.
W roku 1999 po raz pierwszy poprowadzono trasę wyścigu przez podjazd na Alto del Angliru w Asturii. Z powodu nachylenia sięgającego nawet 24% oraz często niesprzyjającej jesiennej pogody, należy on do najcięższych podjazdów w świecie kolarskim i staje się jednym z symboli Vuelty i jej miejsc kultowych, na podobieństwo Mont Ventoux w Tour de France.

## Zasady
Prowadzący w klasyfikacji generalnej (lider wyścigu) nosi od 2010 roku czerwoną koszulkę – hiszpański odpowiednik maillot jaune z Tour de France. Kolejnymi koszulkami nagradzani są: lider klasyfikacji górskiej (biała koszulka w niebieskie kropki) oraz prowadzący w klasyfikacji punktowej (zielona koszulka). Inaczej niż maillot vert na Tour de France, która trafia głównie do sprinterów, w tym wyścigu również kolarze innych specjalności mają szanse na jej uzyskanie z powodu profilu trasy, generalnie niesprzyjającego sprinterom.
Vuelta ma także białą koszulkę (do 2006 roku zielono-złotą koszulkę), którą dostaje najlepszy w klasyfikacji kombinowanej. W tej klasyfikacji bierze się pod uwagę sumę miejsc w klasyfikacji generalnej, górskiej i punktowej.

## Rekordziści
Czterema zwycięstwami w klasyfikacji generalnej może poszczycić się jedynie dwóch kolarzy: Hiszpan Roberto Heras (2000, 2003, 2004, 2005) oraz Słoweniec Primož Roglič (2019, 2020, 2021, 2024). Impreza zawsze była zdominowana przez kolarzy hiszpańskich, którzy wygrali 32 z 79 edycji Vuelty.

## Zwycięzcy

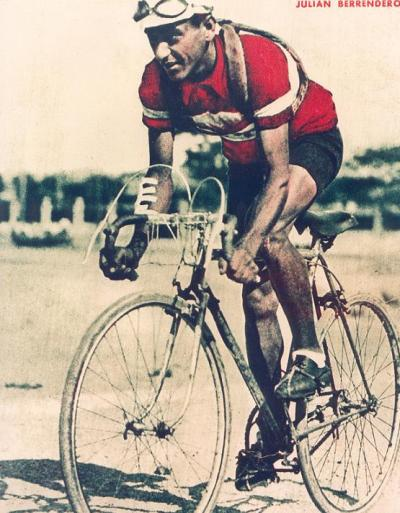
Julián Berrendero

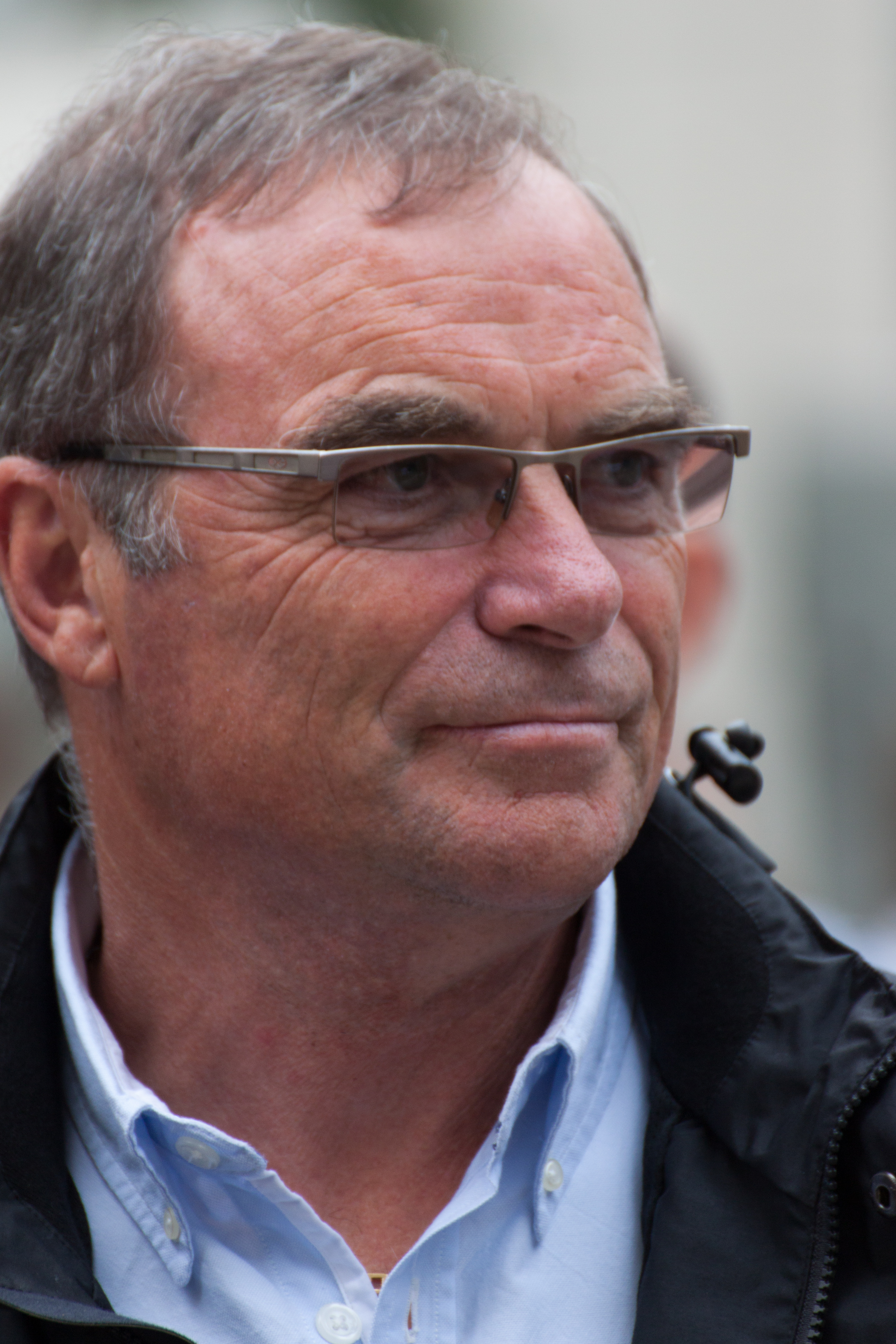
Bernard Hinault

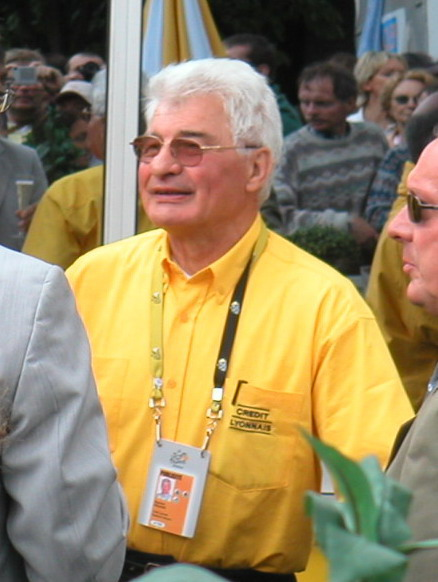
Raymond Poulidor

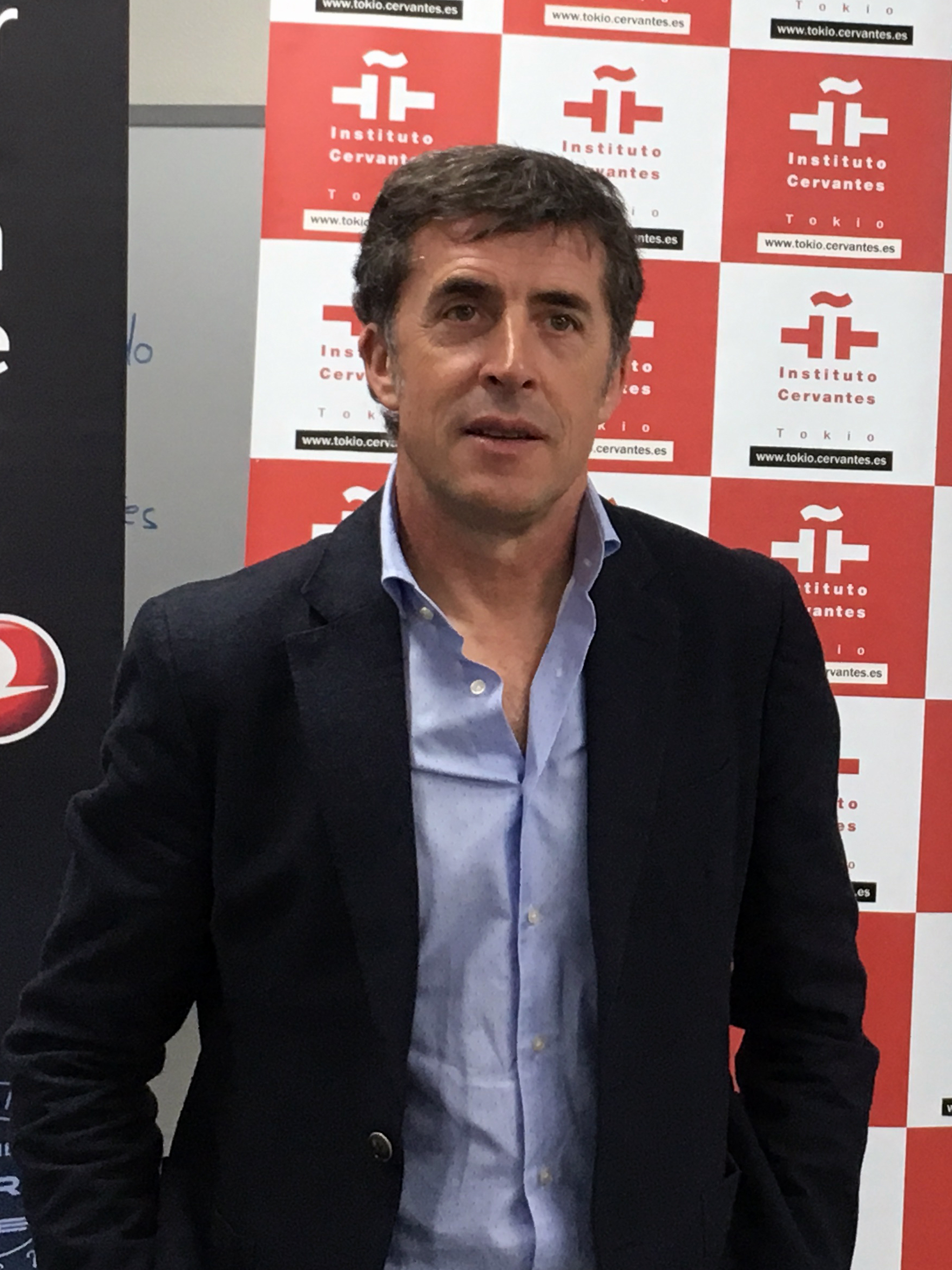
Pedro Delgado

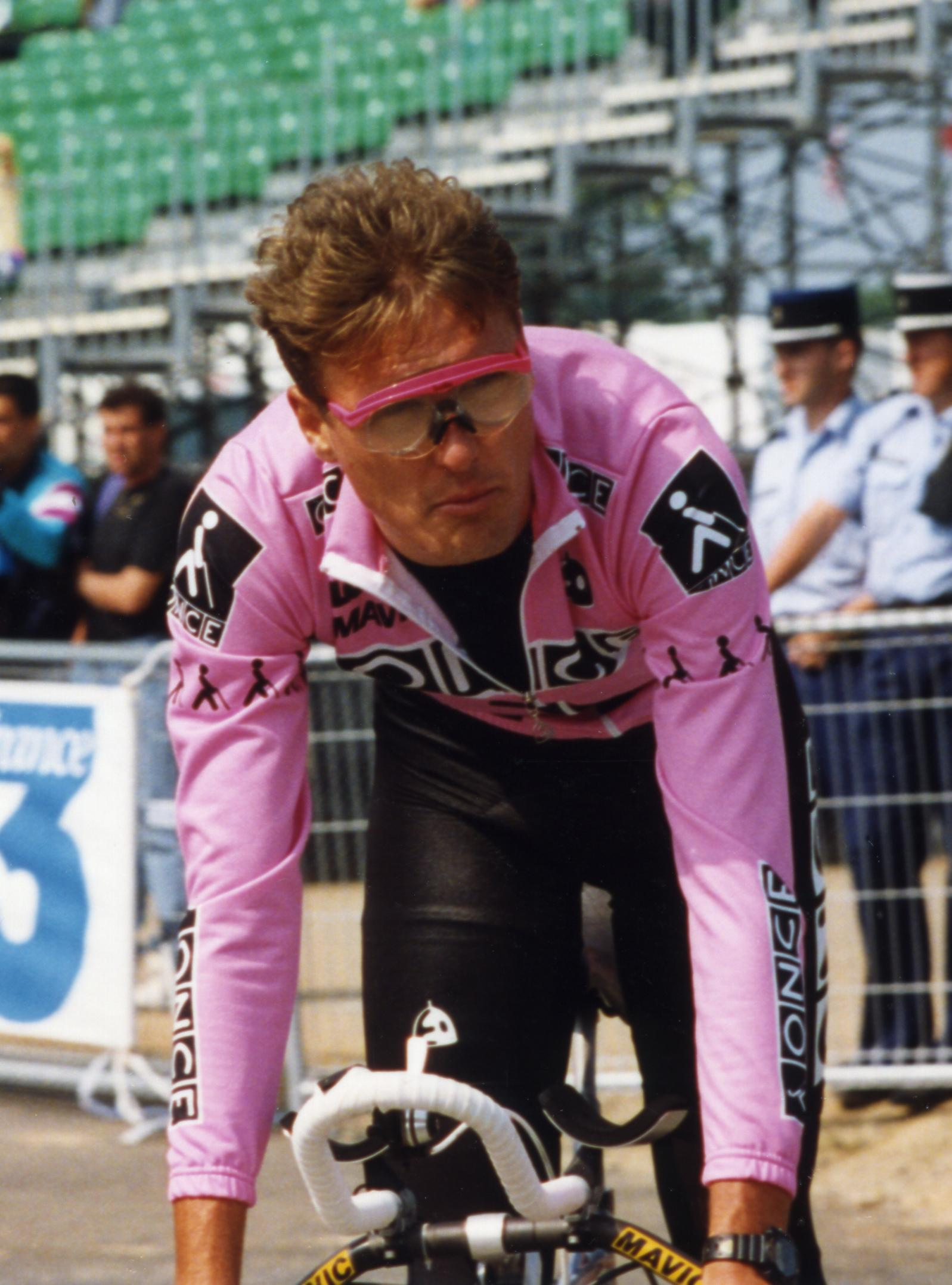
Alex Zülle

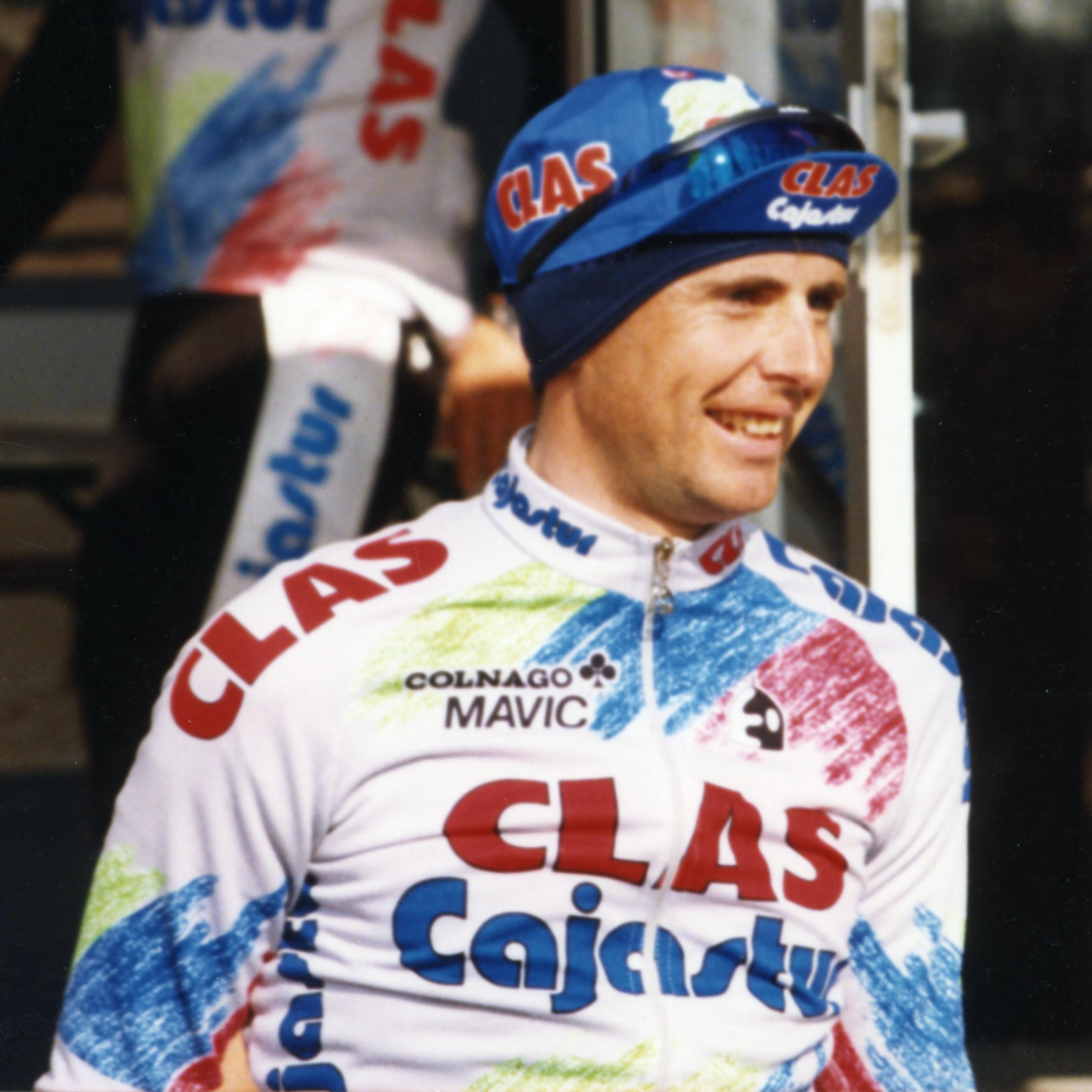
Tony Rominger

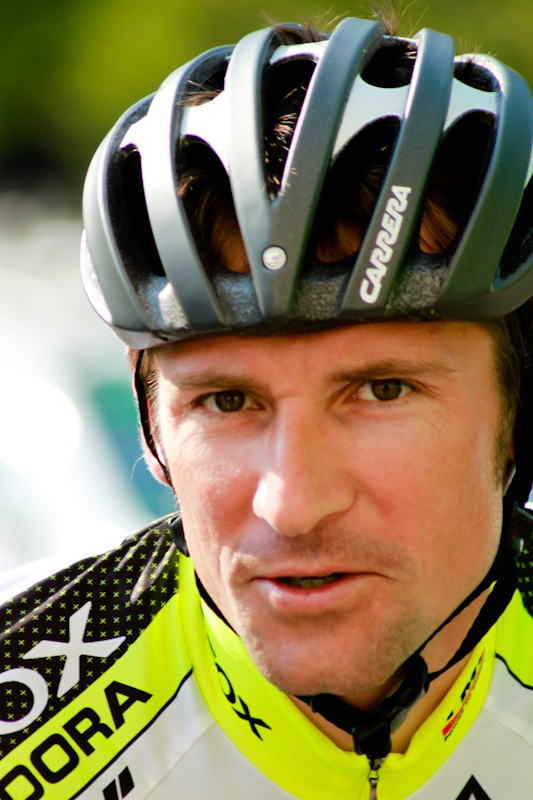
Dienis Mieńszow

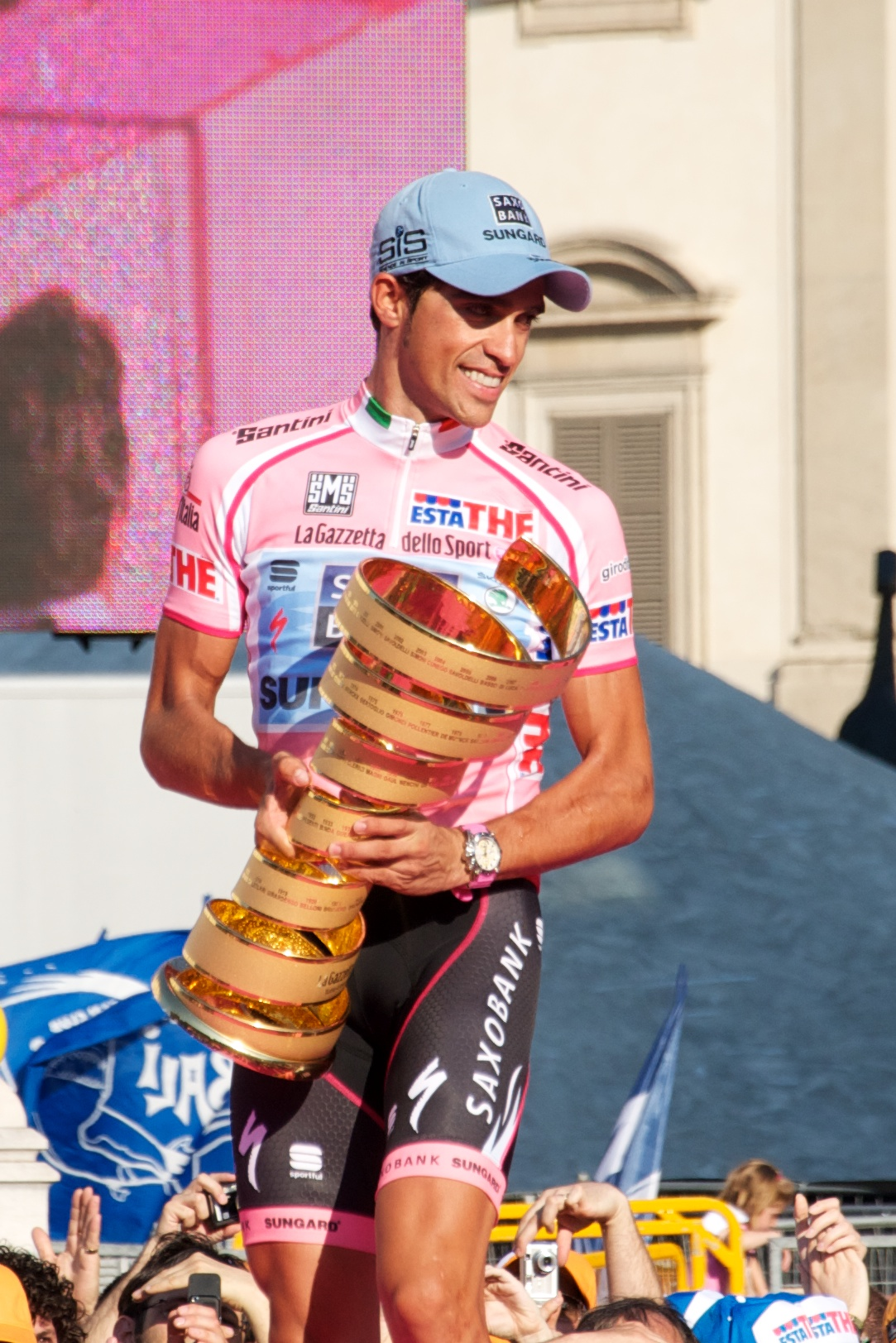
Alberto Contador

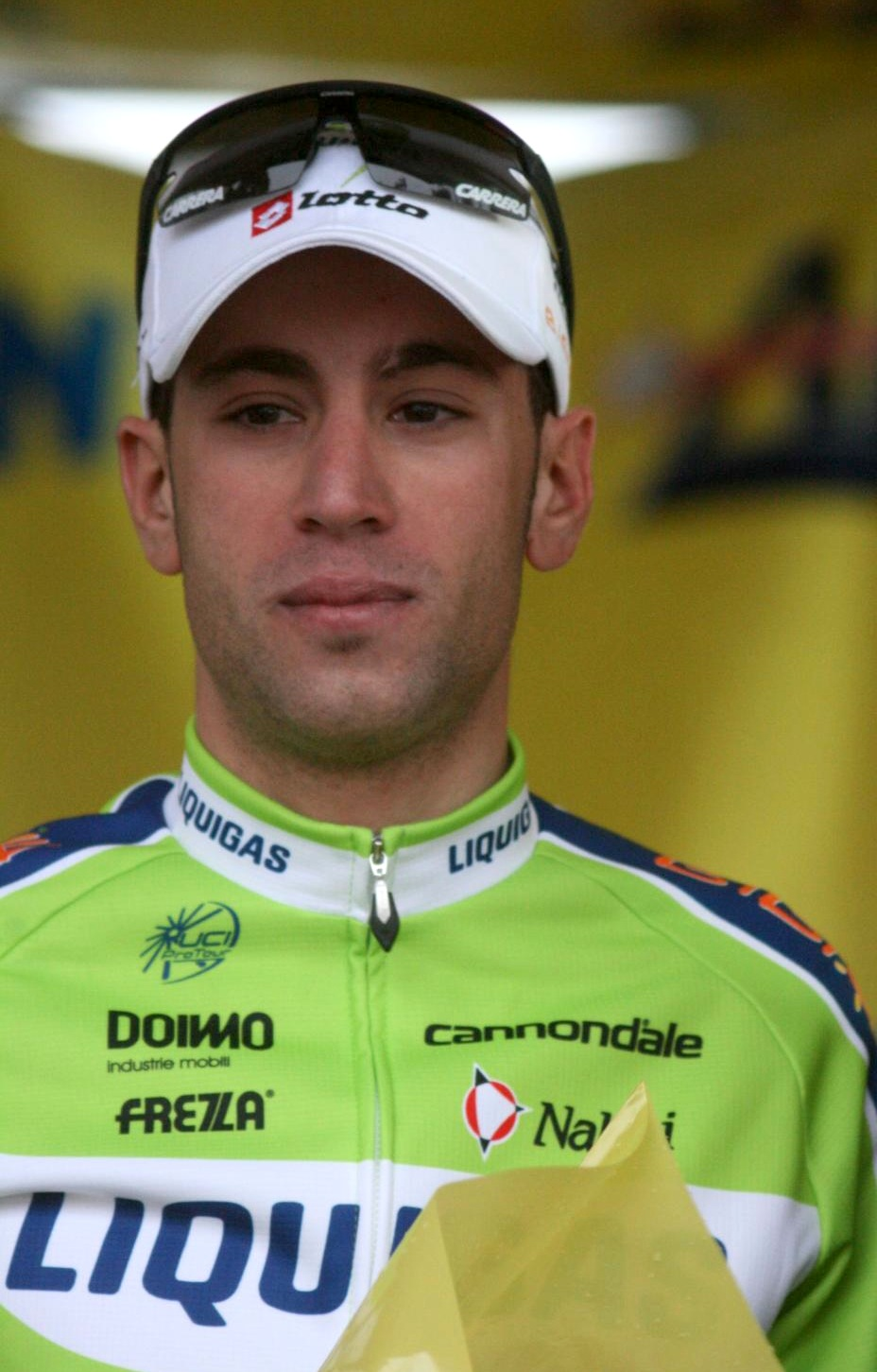
Vincenzo Nibali

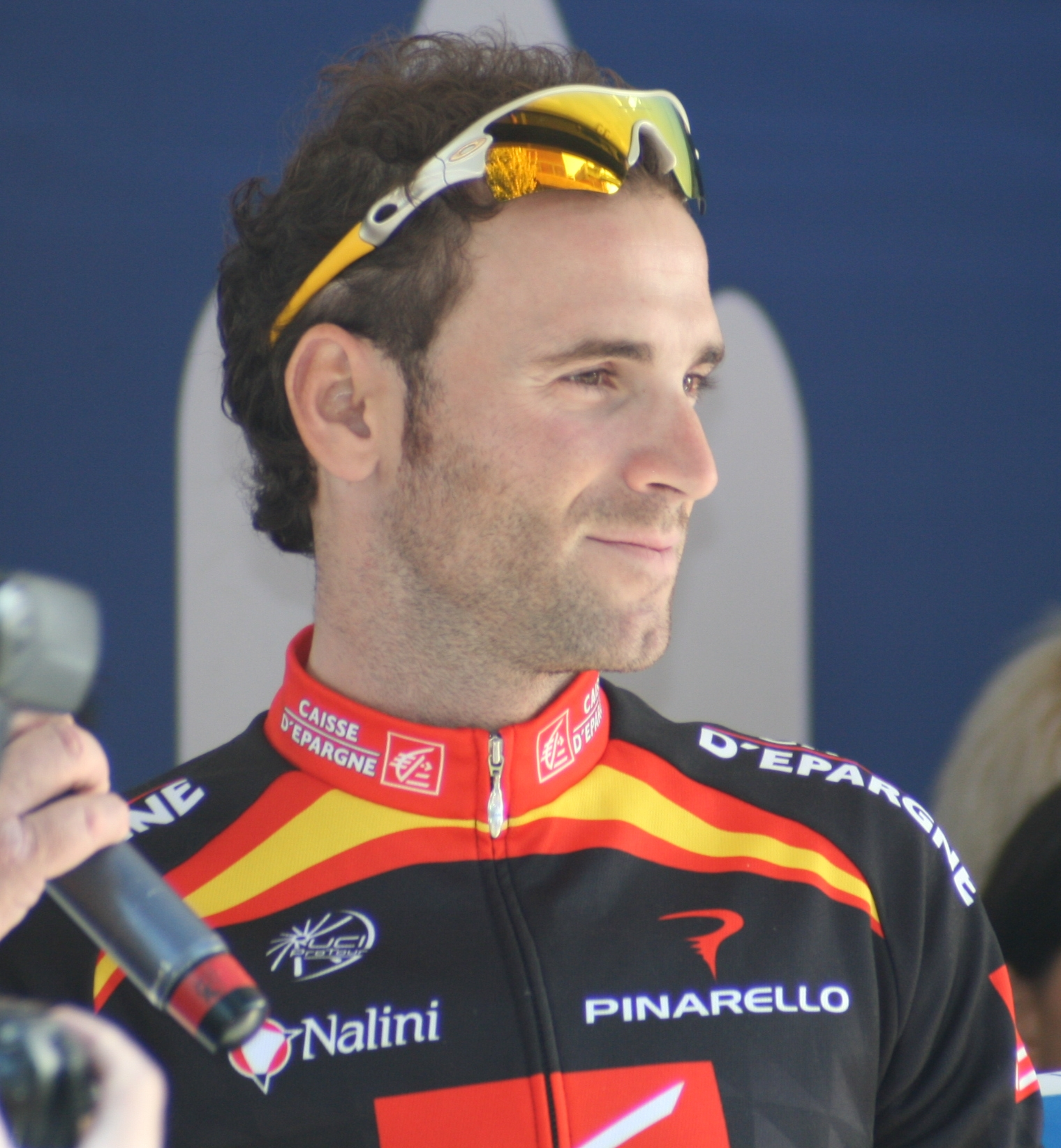
Alejandro Valverde

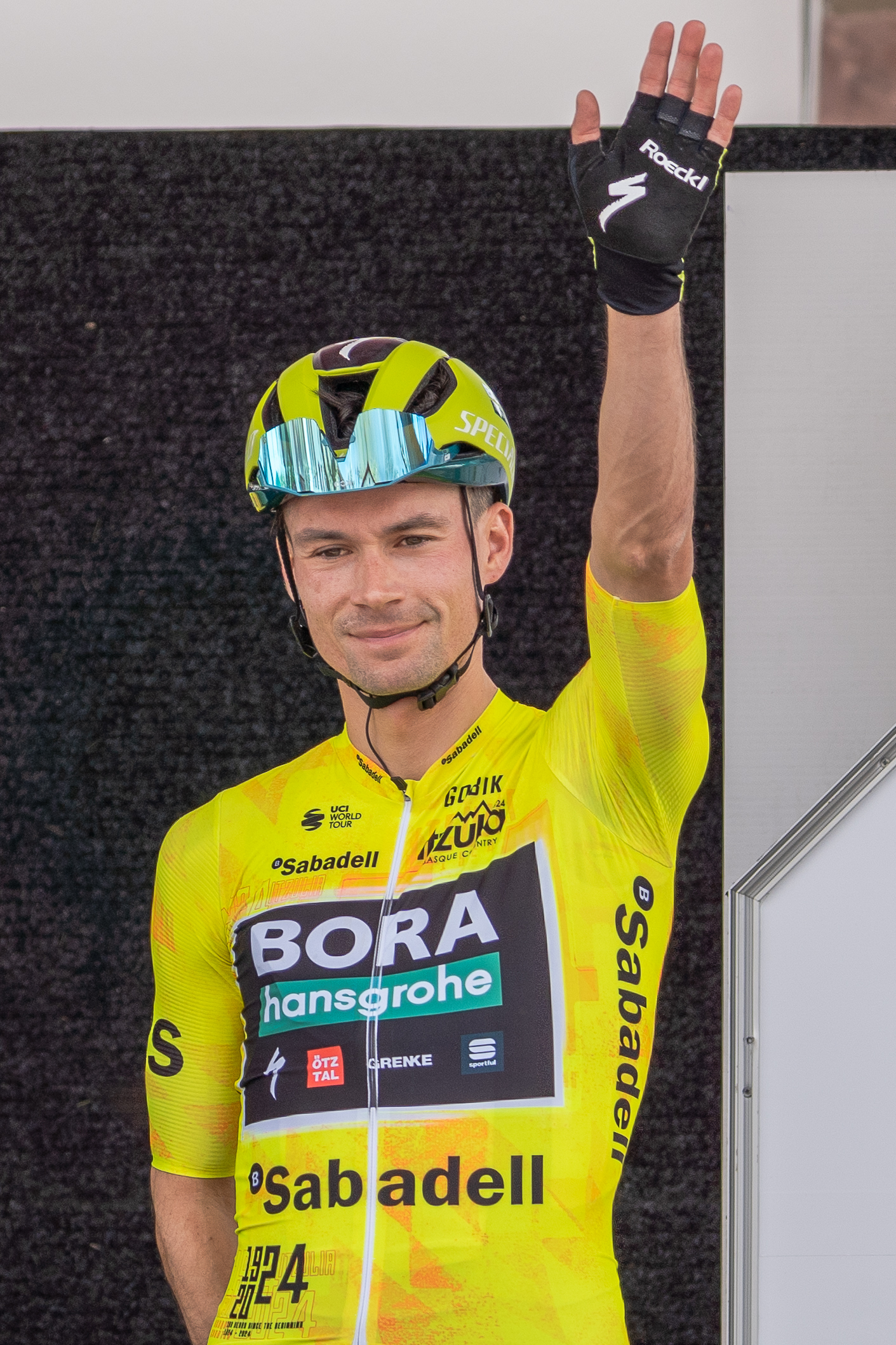
Primož Roglič

Opracowano na podstawie:
| Rok  | Pierwsze            | Drugie                    | Trzecie                  |
| ---- | ------------------- | ------------------------- | ------------------------ |
| 1935 | Gustaaf Deloor      | Mariano Cañardo           | Antoine Dignef           |
| 1936 | Gustaaf Deloor      | Alfons Deloor             | Antonio Bertola          |
| 1941 | Julián Berrendero   | Fermín Trueba             | José Jabardo             |
| 1942 | Julián Berrendero   | Diego Chafer              | Francisco Antonio Andrés |
| 1945 | Delio Rodríguez     | Julián Berrendero         | Juan Gimeno              |
| 1946 | Dalmacio Langarica  | Julián Berrendero         | Jan Lambrichs            |
| 1947 | Édouard Van Dyck    | Manuel Costa              | Delio Rodríguez          |
| 1948 | Bernardo Ruiz       | Emilio Rodríguez          | Bernardo Capó            |
| 1950 | Emilio Rodríguez    | Manuel Rodríguez Barros   | José Serra Gil           |
| 1955 | Jean Dotto          | Antonio Jiménez Quiles    | Raphaël Géminiani        |
| 1956 | Angelo Conterno     | Jesús Loroño              | Raymond Impanis          |
| 1957 | Jesús Loroño        | Federico Bahamontes       | Bernardo Ruiz            |
| 1958 | Jean Stablinski     | Pasquale Fornara          | Fernando Manzaneque      |
| 1959 | Antonio Suárez      | José Segú                 | Rik Van Looy             |
| 1960 | Franz De Mulder     | Armand Desmet             | Miguel Pacheco           |
| 1961 | Angelino Soler      | François Mahé             | José Pérez Francés       |
| 1962 | Rudi Altig          | José Pérez Francés        | Seamus Elliott           |
| 1963 | Jacques Anquetil    | José Martín Colmenarejo   | Miguel Pacheco           |
| 1964 | Raymond Poulidor    | Luís Otaño                | José Pérez Francés       |
| 1965 | Rolf Wolfshohl      | Raymond Poulidor          | Rik Van Looy             |
| 1966 | Francisco Gabica    | Eusebio Vélez             | Carlos Echeverría        |
| 1967 | Jan Janssen         | Jean-Pierre Ducasse       | Aurelio González Puente  |
| 1968 | Felice Gimondi      | José Pérez Francés        | Eusebio Vélez            |
| 1969 | Roger Pingeon       | Luis Ocaña                | Marinus Wagtmans         |
| 1970 | Luis Ocaña          | Agustín Tamames           | Herman Van Springel      |
| 1971 | Ferdinand Bracke    | Wilfried David            | Luis Ocaña               |
| 1972 | José Manuel Fuente  | Miguel María Lasa         | Agustín Tamames          |
| 1973 | Eddy Merckx         | Luis Ocaña                | Bernard Thévenet         |
| 1974 | José Manuel Fuente  | Joaquim Agostinho         | Miguel María Lasa        |
| 1975 | Agustín Tamames     | Domingo Perurena          | Miguel María Lasa        |
| 1976 | José Pesarrodona    | Luis Ocaña                | José Nazabal             |
| 1977 | Freddy Maertens     | Miguel María Lasa         | Klaus-Peter Thaler       |
| 1978 | Bernard Hinault     | José Pesarrodona          | Jean-René Bernaudeau     |
| 1979 | Joop Zoetemelk      | Francisco Galdós          | Michel Pollentier        |
| 1980 | Faustino Rupérez    | Pedro Torres              | Claude Criquielion       |
| 1981 | Giovanni Battaglin  | Pedro Muñoz               | Vicente Belda            |
| 1982 | Marino Lejarreta    | Michel Pollentier         | Sven-Åke Nilsson         |
| 1983 | Bernard Hinault     | Marino Lejarreta          | Alberto Fernández Blanco |
| 1984 | Éric Caritoux       | Alberto Fernández Blanco  | Reimund Dietzen          |
| 1985 | Pedro Delgado       | Robert Millar             | Francisco Rodríguez      |
| 1986 | Álvaro Pino         | Robert Millar             | Sean Kelly               |
| 1987 | Luis Herrera        | Reimund Dietzen           | Laurent Fignon           |
| 1988 | Sean Kelly          | Reimund Dietzen           | Anselmo Fuerte           |
| 1989 | Pedro Delgado       | Fabio Parra               | Óscar Vargas             |
| 1990 | Marco Giovannetti   | Pedro Delgado             | Anselmo Fuerte           |
| 1991 | Melchor Mauri       | Miguel Indurain           | Marino Lejarreta         |
| 1992 | Tony Rominger       | Jesús Montoya             | Pedro Delgado            |
| 1993 | Tony Rominger       | Alex Zülle                | Laudelino Cubino         |
| 1994 | Tony Rominger       | Mikel Zarrabeitia         | Pedro Delgado            |
| 1995 | Laurent Jalabert    | Abraham Olano             | Johan Bruyneel           |
| 1996 | Alex Zülle          | Laurent Dufaux            | Tony Rominger            |
| 1997 | Alex Zülle          | Fernando Escartín         | Laurent Dufaux           |
| 1998 | Abraham Olano       | Fernando Escartín         | José María Jiménez       |
| 1999 | Jan Ullrich         | Igor González de Galdeano | Roberto Heras            |
| 2000 | Roberto Heras       | Ángel Casero              | Pawieł Tonkow            |
| 2001 | Ángel Casero        | Óscar Sevilla             |                          |
| 2002 | Aitor González      | Roberto Heras             | Joseba Beloki            |
| 2003 | Roberto Heras       | Isidro Nozal              | Alejandro Valverde       |
| 2004 | Roberto Heras       | Santiago Pérez Fernández  | Francisco Mancebo        |
| 2005 | Roberto Heras       | Dienis Mieńszow           | Carlos Sastre            |
| 2006 | Aleksandr Winokurow | Alejandro Valverde        | Andriej Kaszeczkin       |
| 2007 | Dienis Mieńszow     | Carlos Sastre             | Samuel Sánchez           |
| 2008 | Alberto Contador    | Levi Leipheimer           | Carlos Sastre            |
| 2009 | Alejandro Valverde  | Samuel Sánchez            | Cadel Evans              |
| 2010 | Vincenzo Nibali     | Peter Velits              | Joaquim Rodríguez        |
| 2011 | Chris Froome        | Bradley Wiggins           | Bauke Mollema            |
| 2012 | Alberto Contador    | Alejandro Valverde        | Joaquim Rodríguez        |
| 2013 | Chris Horner        | Vincenzo Nibali           | Alejandro Valverde       |
| 2014 | Alberto Contador    | Chris Froome              | Alejandro Valverde       |
| 2015 | Fabio Aru           | Joaquim Rodríguez         | Rafał Majka              |
| 2016 | Nairo Quintana      | Chris Froome              | Esteban Chaves           |
| 2017 | Chris Froome        | Vincenzo Nibali           | Ilnur Zakarin            |
| 2018 | Simon Yates         | Enric Mas                 | Miguel Ángel López       |
| 2019 | Primož Roglič       | Alejandro Valverde        | Tadej Pogačar            |
| 2020 | Primož Roglič       | Richard Carapaz           | Hugh Carthy              |
| 2021 | Primož Roglič       | Enric Mas                 | Jack Haig                |
| 2022 | Remco Evenepoel     | Enric Mas                 | Juan Ayuso               |
| 2023 | Sepp Kuss           | Jonas Vingegaard          | Primož Roglič            |
| 2024 | Primož Roglič       | Ben O’Connor              | Enric Mas                |
| 2025 |                     |                           |                          |

## Zwycięzcy pozostałych klasyfikacji
| Rok       | Górska                  | Punktowa                | Kombinowana             | Sprinterska             | Drużynowa               | Młodzieżowa       |
| 2024      | Jay Vine                | Kaden Groves            | –                       | –                       | UAE Team Emirates       | Mattias Skjelmose |
| 2023      | Remco Evenepoel         | Kaden Groves            | –                       | –                       | Team Jumbo-Visma        | Juan Ayuso        |
| 2022      | Richard Carapaz         | Mads Pedersen           | –                       | –                       | UAE Team Emirates       | Remco Evenepoel   |
| 2021      | Michael Storer          | Fabio Jakobsen          | –                       | –                       | Bahrain Victorious      | Gino Mäder        |
| 2020      | Guillaume Martin        | Primož Roglič           | –                       | –                       | Movistar Team           | Enric Mas         |
| 2019      | Geoffrey Bouchard       | Primož Roglič           | –                       | –                       | Movistar Team           | Tadej Pogačar     |
| 2018      | Thomas De Gendt         | Alejandro Valverde      | Simon Yates             | –                       | Movistar Team           | Enric Mas         |
| 2017      | Davide Villella         | Chris Froome            | Chris Froome            | –                       | Astana Pro Team         |                   |
| 2016      | Omar Fraile             | Fabio Felline           | Nairo Quintana          | –                       | BMC Racing Team         |                   |
| 2015      | Omar Fraile             | Alejandro Valverde      | Joaquim Rodríguez       | –                       | Movistar Team           |                   |
| 2014      | Luis León Sánchez       | John Degenkolb          | Alberto Contador        | –                       | Team Katusha            |                   |
| 2013      | Nicolas Edet            | Alejandro Valverde      | Chris Horner            | –                       | Euskaltel-Euskadi       |                   |
| 2012      | Simon Clarke            | Alejandro Valverde      | Alejandro Valverde      | –                       | Movistar Team           |                   |
| 2011      | David Moncoutié         | Bauke Mollema           |                         |                         | Geox-TMC                |                   |
| 2010      | David Moncoutié         | Mark Cavendish          | Vincenzo Nibali         |                         | Katusha Team            |                   |
| 2009      | David Moncoutié         | André Greipel           | Alejandro Valverde      |                         | Xacobeo-Galicia         |                   |
| 2008      | David Moncoutié         | Greg Van Avermaet       | Alberto Contador        |                         | Caisse d’Épargne        |                   |
| 2007      | Dienis Mieńszow         | Daniele Bennati         | Dienis Mieńszow         |                         | Caisse d’Épargne        |                   |
| 2006      | Egoi Martínez           | Thor Hushovd            | Aleksandr Winokurow     |                         | Discovery Channel       |                   |
| 2005      | Joaquim Rodríguez       | Alessandro Petacchi     | Dienis Mieńszow         |                         | Comunitat Valenciana    |                   |
| 2004      | Félix Cárdenas          | Erik Zabel              | Roberto Heras           |                         | Valenciana-Kelme        |                   |
| 2003      | Félix Cárdenas          | Erik Zabel              | Alejandro Valverde      |                         | iBanesto.com            |                   |
| 2002      | Aitor Osa               | Erik Zabel              | Roberto Heras           |                         | Kelme-Costa Blanca      |                   |
| 2001      | José María Jiménez      | José María Jiménez      |                         | César García            | iBanesto.com            |                   |
| 2000      | Carlos Sastre           | Roberto Heras           |                         | Gianni Faresin          | Kelme-Costa Blanca      |                   |
| 1999      | José María Jiménez      | Frank Vandenbroucke     |                         | Robert Hunter           | Banesto                 |                   |
| 1998      | José María Jiménez      | Fabrizio Guidi          |                         | Giancarlo Raimondi      | Banesto                 |                   |
| 1997      | José María Jiménez      | Laurent Jalabert        |                         | Mauro Radaelli          | Kelme-Costa Blanca      |                   |
| 1996      | Tony Rominger           | Laurent Jalabert        |                         | Jürgen Werner           | Team Polti              |                   |
| 1995      | Laurent Jalabert        | Laurent Jalabert        |                         | Steffen Wesemann        | ONCE                    |                   |
| 1994      | Luc Leblanc             | Laurent Jalabert        |                         | Mauro Radaelli          | Banesto                 |                   |
| 1993      | Tony Rominger           | Tony Rominger           | Jesús Montoya           | Hendrik Redan           | Amaya Seguros           |                   |
| 1992      | Carlos Hernández        | Dżamolidin Abdużaparow  | Tony Rominger           | Antonio Esparza         | Amaya Seguros           |                   |
| 1991      | Luis Herrera            | Uwe Raab                | Federico Echave         | Miguel Ángel Iglesias   | ONCE                    |                   |
| 1990      | Martín Farfán           | Uwe Raab                | Federico Echave         | Miguel Ángel Iglesias   | ONCE                    |                   |
| 1989      | Óscar de Jesús Vargas   | Malcolm Elliott         | Óscar de Jesús Vargas   | Miguel Ángel Iglesias   | Kelme                   |                   |
| 1988      | Álvaro Pino             | Sean Kelly              | Sean Kelly              | Miguel Ángel Iglesias   | BH                      |                   |
| 1987      | Luis Herrera            | Alfonso Gutiérrez       | Laurent Fignon          | Miguel Ángel Iglesias   | Ryalcao-Manzana         |                   |
| 1986      | José Luis Laguía        | Sean Kelly              | Sean Kelly              | Benny Van Brabant       | Zor-BH                  |                   |
| 1985      | José Luis Laguía        | Sean Kelly              |                         | Ronny van Holen         | Zor-Gemeaz              |                   |
| 1984      | Felipe Yañez            | Guido Van Calster       |                         | Jozef Lieckens          | Teka                    |                   |
| 1983      | José Luis Laguía        | Marino Lejarreta        |                         | Sabino Angoitia         | Zor                     |                   |
| 1982      | José Luis Laguía        | Steffan Mutter          |                         | Benny Schepmans         | Kelme                   |                   |
| 1981      | José Luis Laguía        | Francisco Javier Cedena |                         | Hugues Grodin           | Zor-Helios-Novostil     |                   |
| 1980      | Juan Fernández          | Sean Kelly              |                         | Sean Kelly              | Splendor                |                   |
| 1979      | Felipe Yañez            | Alfons De Wolf          |                         | Roger De Cnijf          | Kas                     |                   |
| 1978      | Andrés Oliva            | Ferdi Van Den Haute     |                         | Bernard Hinault         | Kas                     |                   |
| 1977      | Pedro Torres            | Freddy Maertens         |                         | Freddy Maertens         | Teka                    |                   |
| 1976      | Andrés Oliva            | Dietrich Thurau         |                         | Daniel Verplancke       | Kas-Campagnolo          |                   |
| 1975      | Andrés Oliva            | Miguel María Lasa       |                         | Fernando Mendes         | Kas                     |                   |
| 1974      | José Luis Abilleira     | Domingo Perurena        | José Luis Abilleira     | Javier Elorriaga        | Kas                     |                   |
| 1973      | José Luis Abilleira     | Eddy Merckx             | Eddy Merckx             | Eddy Merckx             | La Casera               |                   |
| 1972      | Domingo Perurena        | José Manuel Fuente      | José Manuel Fuente      | Ventura Díaz            | Kas                     |                   |
| 1971      | Joop Zoetemelk          | Cyrille Guimard         | Cyrille Guimard         | Cyrille Guimard         | Werner                  |                   |
| 1970      | Agustín Tamames         | Guido Reybrouck         | Guido Reybrouck         | Miguel María Lasa       | Werner                  |                   |
| 1969      | Luis Ocaña              | Raymond Steegmans       |                         | Raymond Steegmans       | Bic                     |                   |
| 1968      | Francisco Gabica        | Jan Janssen             |                         | Carlos Echeverría       | Kas                     |                   |
| 1967      | Mariano Díaz            | Jan Janssen             |                         | José Manuel López       | Kas                     |                   |
| 1966      | Gregorio San Miguel     | Jos van der Vleuten     |                         | Domingo Perurena        | Kas                     |                   |
| 1965      | Julio Jiménez           | Rik Van Looy            |                         | José Segú               | Mercier BP              |                   |
| 1964      | Julio Jiménez           | José Pérez-Francés      |                         | Antonio Bertrán         | Kas                     |                   |
| 1963      | Julio Jiménez           | Bas Maliepaard          |                         | José Segú               | Saint Raphael           |                   |
| 1962      | Antonio Karmany         | Rudi Altig              |                         | José Segú               | Helyett-Saint Raphael   |                   |
| 1961      | Antonio Karmany         | Antonio Suárez          |                         | Vicente Iturat          | Faema                   |                   |
| 1960      | Antonio Karmany         | Arthur De Cabooter      |                         |                         | Groene Leeuw            |                   |
| 1959      | Antonio Suárez          | Rik Van Looy            |                         |                         | Faema                   |                   |
| 1958      | Federico Bahamontes     | Salvador Botella        |                         |                         | Belgia                  |                   |
| 1957      | Federico Bahamontes     | Vicente Iturat          |                         |                         | Pirenaico               |                   |
| 1956      | Nino Defilippis         | Rik Van Steenbergen     |                         |                         | Hiszpania               |                   |
| 1955      | Giusepe Buratti         | Fiorenzo Magni          |                         |                         | Francja                 |                   |
| 1951-1954 | Wyścig nie odbywał się  | Wyścig nie odbywał się  | Wyścig nie odbywał się  | Wyścig nie odbywał się  | Wyścig nie odbywał się  |                   |
| 1950      | Emilio Rodríguez        |                         |                         |                         | Hiszpania               |                   |
| 1949      | Wyścig nie odbył się    | Wyścig nie odbył się    | Wyścig nie odbył się    | Wyścig nie odbył się    | Wyścig nie odbył się    |                   |
| 1948      | Bernardo Ruiz           |                         |                         |                         | Hiszpania               |                   |
| 1947      | Emilio Rodríguez        | Delio Rodríguez         |                         |                         | Hiszpania               |                   |
| 1946      | Emilio Rodríguez        |                         |                         |                         | Hiszpania               |                   |
| 1945      | Julián Berrendero       | Delio Rodríguez         |                         |                         | D. Cic. Manresano       |                   |
| 1943–1944 | II wojna światowa       | II wojna światowa       | II wojna światowa       | II wojna światowa       | II wojna światowa       |                   |
| 1942      | Julián Berrendero       |                         |                         |                         | F.C. Barcelona          |                   |
| 1941      | Fermín Trueba           |                         |                         |                         | Hiszpania               |                   |
| 1937-1940 | Hiszpańska wojna domowa | Hiszpańska wojna domowa | Hiszpańska wojna domowa | Hiszpańska wojna domowa | Hiszpańska wojna domowa |                   |
| 1936      | Salvador Molina         |                         |                         |                         | Belgia                  |                   |
| 1935      | Edoardo Molinar         |                         |                         |                         | Belgia                  |                   |

## Doping
Zwycięzca z roku 2005 Roberto Heras został zdyskwalifikowany na dwa lata i stracił tytuł zwycięzcy za stosowanie erytropoetyny. Test został przeprowadzony po 20. etapie, którym była jazda indywidualna na czas z Guadalajary do Alcala de Henares, która miała miejsce 17 września. 8 listopada został zawieszony przez kierownictwo grupy Liberty Seguros po pozytywnym wyniku pobranych próbek. 25 listopada kontrekspertyza potwierdziła stosowanie dopingu. Hiszpańska Federacja Kolarska zawiesiła na dwa lata prawa Roberto Herasa do startów w zawodowym peletonie. Kolarz odwoływał się do zawieszenia na drodze procesów cywilnych. W czerwcu 2011 sąd w Valladolid unieważnił karę, uzasadniając swoją decyzję tym, że próbki były niewłaściwie przechowywane oraz ich badanie nie odbywało się w sposób anonimowy. Hiszpańska Federacja Kolarska odwołała się do hiszpańskiego Sądu Najwyższego, lecz ten podtrzymał wyrok sądu w Valladolid. Po podtrzymaniu wyroku sądu unieważniającego karę, Heras został ostatecznie pierwszym kolarzem, który wygrał wyścig czterokrotnie.